# Seleção Canadense de Basquetebol
A Seleção Canadense de Basquete (português brasileiro) ou Selecção Canadiana de Basquete (português europeu) é a equipe que representa o Canadá em competições internacionais. É gerido pela Canada Basketball que é o órgão responsável pelo basquetebol canadense .

## História
O melhor resultado do Canadá nos Jogos Olímpicos foi em Berlim 1936 quando conquistou a medalha de prata.
Nos Jogos Pan-Americanos conquistaram a medalha de prata em 2015.
Em 2023, obteve o bronze na Copa do Mundo depois de derrotar os Estados Unidos por 127–118 na disputa do terceiro lugar.

## Elenco atual
| Seleção Canadense de Basquetebol - FIBA Mundial 2023 | Seleção Canadense de Basquetebol - FIBA Mundial 2023 | Seleção Canadense de Basquetebol - FIBA Mundial 2023 | Seleção Canadense de Basquetebol - FIBA Mundial 2023 | Seleção Canadense de Basquetebol - FIBA Mundial 2023 | Seleção Canadense de Basquetebol - FIBA Mundial 2023 |
| #                                                    | Pos.                                                 | Nome                                                 | Nasc.                                                | Alt                                                  | Clube                                                |
| ---------------------------------------------------- | ---------------------------------------------------- | ---------------------------------------------------- | ---------------------------------------------------- | ---------------------------------------------------- | ---------------------------------------------------- |
| 0                                                    | Ar                                                   | Luguentz Dort                                        | 19/04/1999                                           | 1,93m                                                | Oklahoma City Thunder                                |
| 1                                                    | Nickeil Alexander-Walker                             | E                                                    | 1,96 m                                               | 25 años                                              | Minnesota Timberwolves                               |
| 2                                                    | Shai Gilgeous-Alexander                              | B                                                    | 1,98 m                                               | 25 años                                              | Oklahoma City Thunder                                |
| 3                                                    | Melvin Ejim                                          | A                                                    | 2,01 m                                               | 32 años                                              | Unicaja Baloncesto                                   |
| 7                                                    | Dwight Powell                                        | AP                                                   | 2,12 m                                               | 32 años                                              | Dallas Mavericks                                     |
| 9                                                    | RJ Barrett                                           | A                                                    | 1,95 m                                               | 23 años                                              | New York Knicks                                      |
| 11                                                   | Kyle Alexander                                       | A                                                    | 2,07 m                                               | 26 años                                              | Hapoel Tel Aviv BC                                   |
| 13                                                   | Kelly Olynyk                                         | A                                                    | 2,11 m                                               | 32 años                                              | Utah Jazz                                            |
| 15                                                   | Zach Edey                                            | P                                                    | 2,24 m                                               | 21 años                                              | Purdue Boilermakers                                  |
| 23                                                   | Phil Scrubb                                          | E                                                    | 1,91 m                                               | 30 años                                              | Bahçeşehir Koleji Spor Kulübü                        |
| 24                                                   | Dillon Brooks                                        | A                                                    | 1,98 m                                               | 27 años                                              | Houston Rockets                                      |
| 25                                                   | Trae Bell-Haynes                                     | B                                                    | 1,88 m                                               | 28 años                                              | Casademont Zaragoza                                  |
| Treinador: Jordi Fernández                           |                                                      |                                                      |                                                      |                                                      |                                                      |